# 劉時望
劉時望（1469年—？），字傅霖，江西吉安府安福縣人，民籍，明朝政治人物。

## 生平
江西鄉試第八十七名舉人。弘治十五年（1502年）中式壬戌科會試第二百七十五名，三甲第一百八十三名進士。

## 家族
曾祖劉容莊；祖父劉節忠；父劉蕚，母王氏。严侍下。